# 複雜多邊形
複雜多邊形是指多邊形的一種分類。

具有自我相交邊界的複雜五邊形，是複雜多邊形的一個例子

指具有邊自我相交或者有破洞的多邊形，或者說其邊除了相鄰邊在頂點處相交之外，也存在其他互相相交的邊。
這個概念與簡單多邊形相對。
複雜多邊形的英語為Complex polygon，這個詞彙則有多種的定義，一種是上述複雜多邊形的定義，另一種是位於複數空間的複多邊形。
複雜多邊形這個概念常用於計算機科學中，因為複雜多邊形的填色相較於簡單多邊形複雜得多，需要使用特殊的演算法才能完成對複雜多邊形的內部上色。
在複雜多邊形中，自相交偶數次的部份算做多邊形的外部，以五角星為例，五角星中央交出的五邊形不算做五角星的內部，換句話說，即是此複雜多邊形的孔洞。

## 定義
在數學上，複雜多邊形定義為具有邊自我相交或者有破洞的多邊形。而在計算機科學中，定義稍有不同。在計算機科學中，複雜多邊形除了邊自我相交外，還代表著該多邊形可能由多個封閉的邊界組成的多邊形，其中一個邊界會形成該多邊形主要邊界的孔洞。
除此之外，在計算機科學中的複雜多邊形也會考慮邊自我相交的情況，此時對於這個多邊形頂點數的計算，僅會計算邊的端點，不會計算邊與邊相交所產生的頂點。

## 性質
涉及到有界區域的積分和閉合線積分的公式在複雜多邊形區域「由內而外」部分以次數計算內外部時（最內部為實際上的內部，向外遇到一個邊界時視為外部，再遇到一個邊界時視為內部以此類推）仍然適用。
複雜多邊形的孔洞可以來自自相交所形成的區域，也可以來自位於最外周界內部的邊界或子多邊形。位於主要邊界內部的較小作為孔洞的子簡單多邊形邊界，其內角等同於整個複雜多邊形的外角，其360度減內角的值才是整個複雜多邊形的內角，所以位於複雜多邊形主要邊界內部的較小簡單多邊形的內角（對於整個複雜多邊形而言）通常是優角。
在複雜多邊形周圍移動時，頂點處轉向的總量可以是360度（2π）的任意整數倍，例如五角星頂點處轉向的總量為720度，而有角度的「8」頂點處轉向的總量為0度。

## 複合多邊形
複合多邊形是指由多個單獨封閉的相連線段（子多邊形）所組成的多邊形，例如六角星由兩個獨立的三角形組合而成。複合多邊形都是複雜多邊形，若組合的方式是一個大多邊形包含一個小多邊形，即大多邊形內部有一個較小的多邊形（例如回字形），則內部多邊形視為整個複合多邊形的孔洞，也就是一個有「破洞」的多邊形。

## 推廣

### 複雜多面體

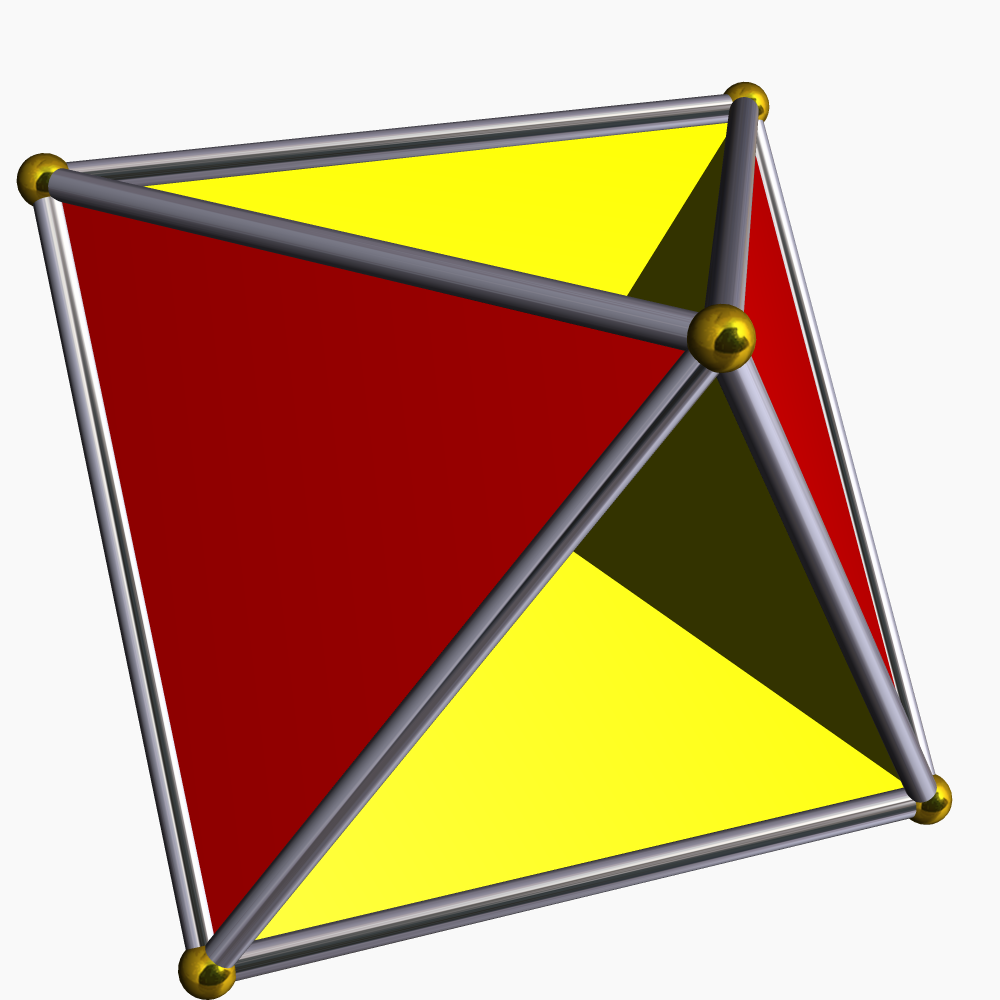
四面半六面體是一種複雜多面體

複雜多邊形的概念也可以推廣到三維空間中。對應的概念是複雜多面體。複雜多面體代表存在面有自我相交情形的多面體。所有複雜多面體都是非凸多面體。星形正多面體都是複雜多面體。與複雜多面體相對的概念是簡單多面體。